# East Sussex
East Sussex (pronunciat /i:st ˈsʌsᵻks) és un comtat del sud-est d'Anglaterra. Limita amb els comtats de Kent, Surrey i West Sussex, amb el qual formà una sola unitat fins al 1888, i al sud amb el Canal de la Mànega. Tot i que la capital és Lewes, la ciutat més important és Brighton.
Aquest comtat, que és de tipus cerimonial, és una escissió de l'antic comtat de Sussex. Administrativament està organitzat en dues zones: el comtat no metropolità, que aplega cinc districtes: Hastings, Eastbourne, Rothing, Lewis i Wealden; més la zona formada per l'autoritat unitària anomenada Brighton i Hove. Dins del seu relleu destaca el promontori Beachy Head, que és part dels South Downs; entre els llocs històrics cal esmentar Battle Abbey, un monestir creat arran de la conquesta normanda d'Anglaterra.

## Geografia
Una part dels turons de creta que configuren els South Downs ocupa una franja de la costa entre Brighton i Eastbourne. Hi ha dos rius que solquen aquests turons: l'Ouse i el Cuckmere. La vall seca de les Set Germanes, acaba en un penya-segat anomenat Beachy Head (162 msnm). A l'est d'aquest promontori estan els maresmes de Pevensey Levels, antigament terres inundades per les aigües de la mar i ara tancades en una platja. A Bexhill el terreny comença a elevar-se on les sorres i l'argila del Weald toquen la costa i culmina en els penya-segats de l'est de Hastings. Més cap a l'est està el Pett Levels, uns aiguamolls, i a l'altra banda l'estuari del Rother. En la part més allunyada de l'estuari hi ha unes dunes, Camber Sands. El punt més elevat del comtat és el Ditchling Beacon, a 248 m, un dels turons anomenats Marilyn.

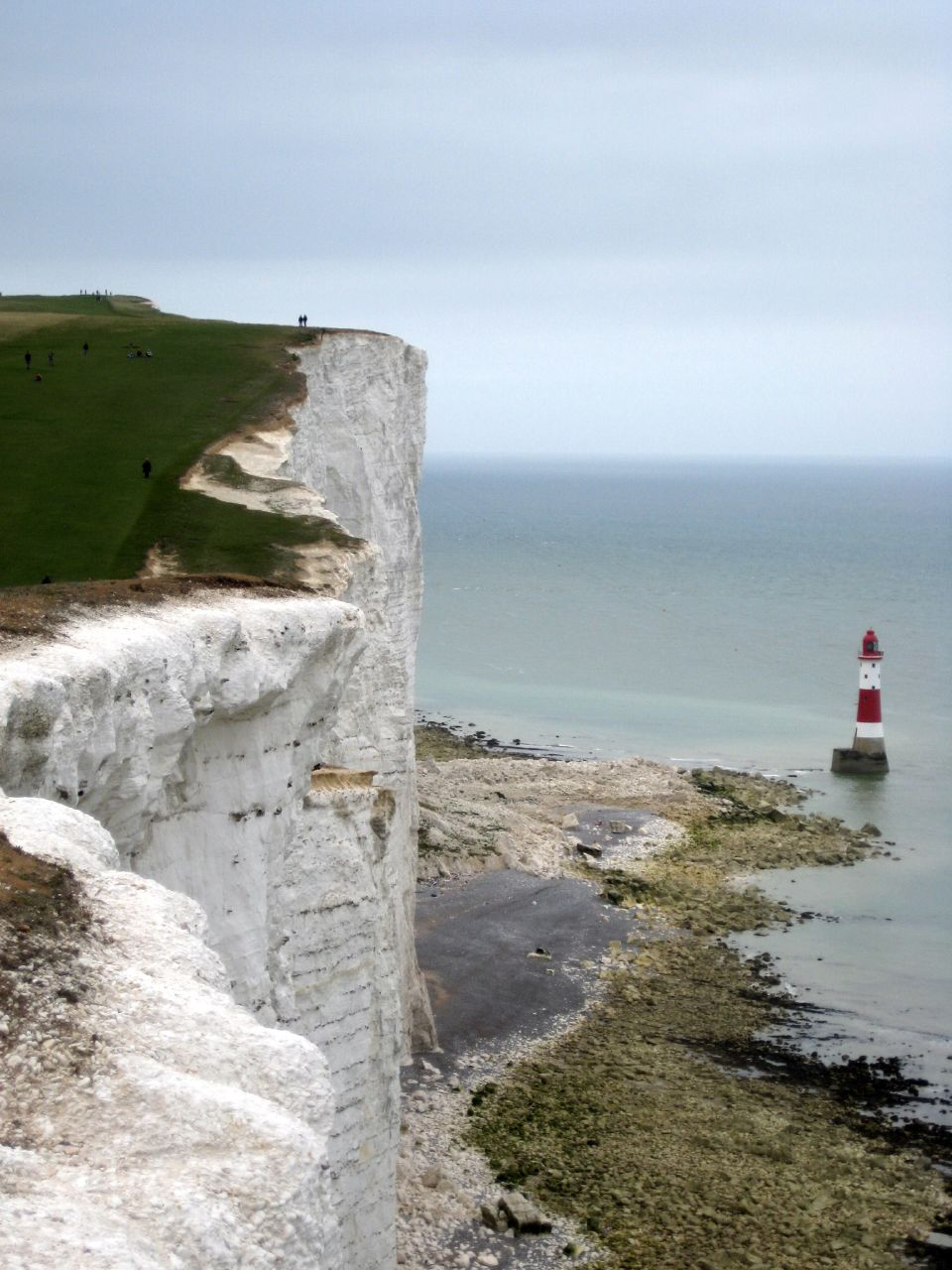
Beachy Head i el far d'Eastbourne.

El Weald ocupa la banda nord de la contrada. Entre els South Downs i el Weald hi ha una franja estreta de terra baixa. La majoria dels rius i torrents del comtat s'originen al Weald. La part alta del Weald està coberta de boscos, mentre que als South Downs només creix herba curta; aquests boscos formen part d'Ashdown Forest.
Geològicament, East Sussex és part de l'anticlinal del Weald, que està delimitat al sud pels South downs que van d'oest a est, i al nord pels North Downs del comtat de Kent. Dins d'aquest anticlinal es troben el nòduls de siderita que s'ha extret per aprofitar el ferro.

## Història
East Sussex és part del desaparegut comtat de Sussex, que tenia les seves arrels en l'antic Regne de Sussex, territori colonitzat pels saxons al segle v, després que els romans abandonessin l'illa de la Gran Bretanya. El territori està ple de restes arqueològiques, especialment en les zones més altes. La seva posició costanera ha implicat rebre diverses invasions, la primera coneguda la dels romans i la darrera la dels normands. Les activitats econòmiques tradicionals eren: la pesca, la foneria amb ferro, i el comerç de la llana, totes elles han decaigut o s'han abandonat definitivament.

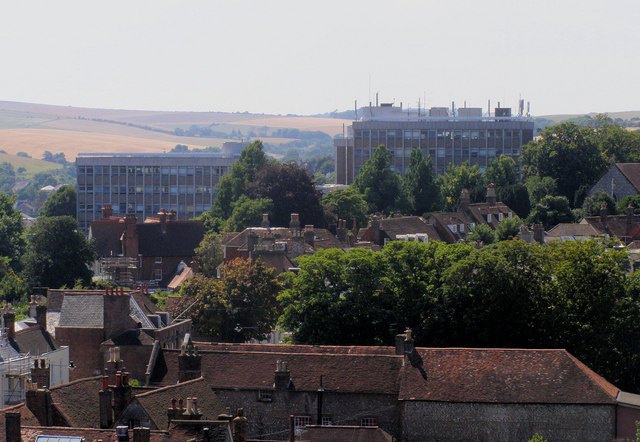
oficines del comtat a Lewes.

Sussex estava subdividida en sis rapes. Des del segle xii els tres rapes de l'est i els tres de l'oest tenien tribunals separats i la capital dels de l'est era Lewes. Aquesta situació no va estar formalitzada fins que el 1865 el parlament va declarar que cada part seria un comtat independent: West Sussex i East Sussex. Des del 1889, en compliment de la llei de governs locals del 1888, cada part va tenir diferents representants al parlament. La mateixa llei va crear dins d'East Sussex, tres burgs amb independència administrativa: Brighton, Eastbourne i Hastings.
L'any 1974 East Sussex va esdevenir un comtat no metropolità i alhora un comtat cerimonial. la frontera occidental es va modificar i la regió central on està Burgess Hill i Haywards Heath va ser transferida al comtat de West Sussex. El 1997, es va crear una autoritat unitària que aplegava les ciutats de Brighton, Hove i altres petites parròquies de la rodalia, el nou districte es va anomenar Brighton i Hove. L'any 2000 Brighton i Hove va rebre l'estatus de ciutat (city).
El comtat no metropolità d'East Sussex té actualment cinc districtes: Hastings, Eastbourne, Rothing, Lewis i Wealden. Els districtes rurals —Lewes, Wealden i Rother—, estan subdividits en parròquies civils.

## Poblacions

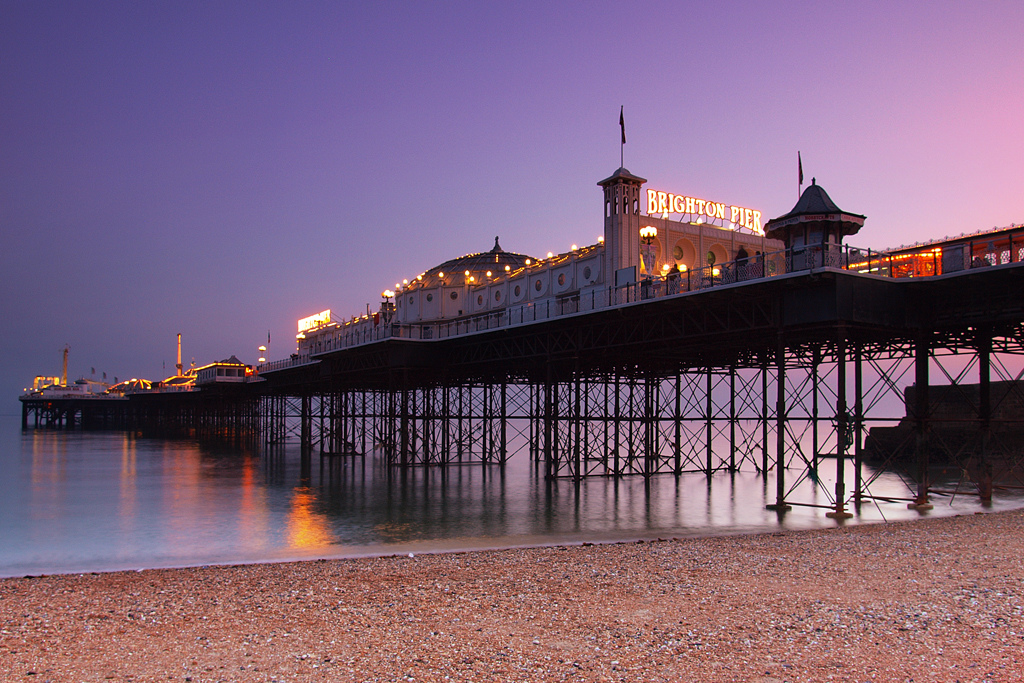
Brighton al capvespre.

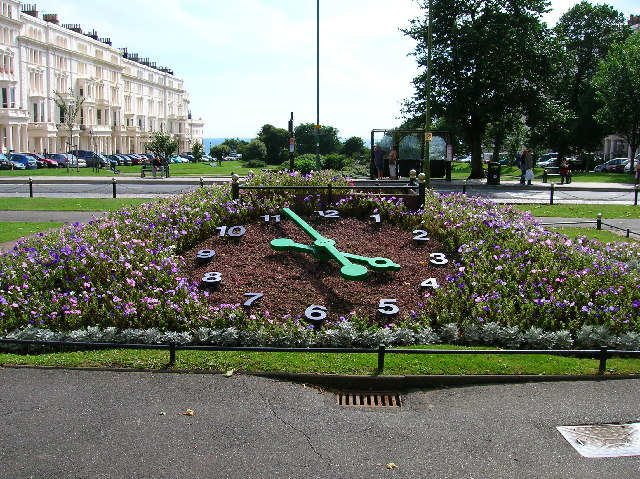
Rellotge floral a Hove.

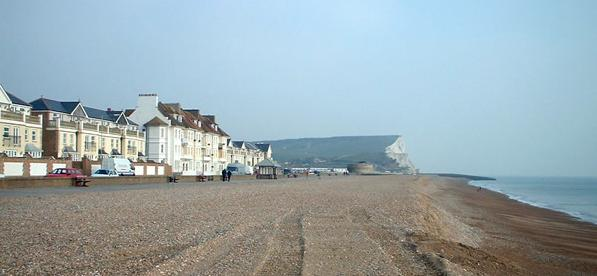
Platja de Seaford.

Les poblacions estan repartides segons el mitjà de vida tradicional: les de la costa es dedicaven a la pesca, mentre que les del Weald es dedicaven a la pagesia i a la mineria. La tendència actual es fonament en el turisme, especialment en les poblacions del litoral, fet que es pot observar en les ciutats de Bexhill-on-Sea, Eastbourne i Hastings. Newhaven i Rye són ciutats portuàries, i la segona té a més importància històrica. Peacehaven i Seaford són del tipus ciutat dormitori. Lluny de la costa es poden trobar viles que van néixer com a punt de mercat dels productes de la pagesia de la rodalia: Hailsham, Heathfield i Uckfield; Crowborough està al mig del bosc d'Ashdown. Lewes, la capital del comtat, i Battle són les dues ciutats interiors d'importància.
La següent llista mostra les poblacions amb més nombre d'habitants segons el cens del 2011.
- Brighton i Hove (273.400 hab:160.000+91.900+21.500)
- Eastbourne (109.185 hab)
- Hastings (91.053 hab)
- Bexhill-on-Sea (42.369 hab)
- Seaford (22.584 hab)
- Crowborough (20.607 hab)
- Hailsham (19.977 hab)
- Portslade-by-Sea (19.921 hab)
- Peacehaven (18.579 hab)
- Lewes (17.297 hab)
- Uckfield (15.213 hab)
- Newhaven (13.222 hab)
- Saltdean (12.936)
- Polegate (9.034 hab)
- Heathfield (7.732 hab)
- Battle (6.054 hab)
- Rye (4.773 hab)

## Economia
La següent taula mostra el valor afegit brut, separat per sectors econòmics, del comtat no metropolità d'East Sussex, és a dir, sense incloure la divisió administrativa de Brighton & Hove. Els valors estan expressats en milions de lliures esterlines i el total pot no coincidir amb la suma dels parcials degut als arrodoniments.
| any  | valor afegit brut regional | sector primari | sector secundari | sector terciari |
| ---- | -------------------------- | -------------- | ---------------- | --------------- |
| 1995 | 4.359                      | 84             | 1.053            | 3.222           |
| 2000 | 4.953                      | 54             | 1.155            | 3.744           |
| 2003 | 5.326                      | 69             | 1.252            | 4.004           |

La següent taula és un indicador de l'evolució de la pobresa al comtat, ja que assenyala el nombre de persones que van fer petició de prestació per atur més els que van fer petició d'algun altre tipus d'ajut social.
|                                               | persones que van demanar ajuts socials (agost 2012) | persones que van demanar ajuts socials (agost 2001) | Població (abril 2011) |
| --------------------------------------------- | --------------------------------------------------- | --------------------------------------------------- | --------------------- |
| East Sussex                                   | 18.790                                              | 34.335                                              | 526.671               |
| % nombre d'habitants implicats en cada sector | 3,6%                                                | 7,0%                                                | -                     |
| Desglossat per districtes                     |                                                     |                                                     |                       |
| Hastings                                      | 6,7%                                                | 12.1%                                               | 90.254                |
| Eastbourne                                    | 4,3%                                                | 8,2%                                                | 99.412                |
| Rother                                        | 3,1%                                                | 6,5%                                                | 90.588                |
| Lewes                                         | 3%                                                  | 5,7%                                                | 97.502                |
| Wealden                                       | 1,8%                                                | 4,2%                                                | 148.915               |